# Джонс, Рики Ли
Рики Ли Джонс (англ. Rickie Lee Jones, род. 8 ноября 1954) — американская певица, музыкант, автор песен, продюсер, актриса. В течение своей музыкальной карьеры записала семнадцать студийных альбомов в различных музыкальных стилях, включая рок, R&B, блюз, поп, соул и джаз.
Получила премию «Грэмми» как лучший новый артист (1979) и за лучшее джазовое исполнение дуэтом (1989), номинировалась на «Грэмми» за песню «Autumn Leaves» (лучшее женское джазовое исполнение (en), 1988) и за альбом «It's Like This» (лучший традиционный вокальный поп-альбом, 2000). В 1999 году музыкальный телеканал VH1 поставил Джонс на 30-е место в списке «100 величайших женщин в рок-н-ролле». По версии National Public Radio, альбом Джонс Pirates занимает 49-е место в списке «150 величайших альбомов, записанных женщинами».
Музыкальные критики отмечают большое влияние, которое оказала Рики Ли Джонс на последующих музыкальных исполнительниц, таких, как Шерил Кроу, Тори Амос, Фиона Эппл, Сюзанн Вега, Джоанна Ньюсом.

## Дискография
Студийные альбомы
- Rickie Lee Jones (1979)
- Pirates (1981)
- Girl at Her Volcano (1983)
- The Magazine (1984)
- Flying Cowboys (1989)
- Pop Pop (1991)
- Traffic from Paradise (1993)
- Naked Songs: Live and Acoustic (1995)
- Ghostyhead (1997)
- It's Like This (2000)
- Live at Red Rocks (2001)
- The Evening of My Best Day (2003)
- The Sermon on Exposition Boulevard (2007)
- Balm in Gilead (2009)
- The Devil You Know (2012)
- The Other Side of Desire (2015)
- Kicks (2019)